# 馬雷布河

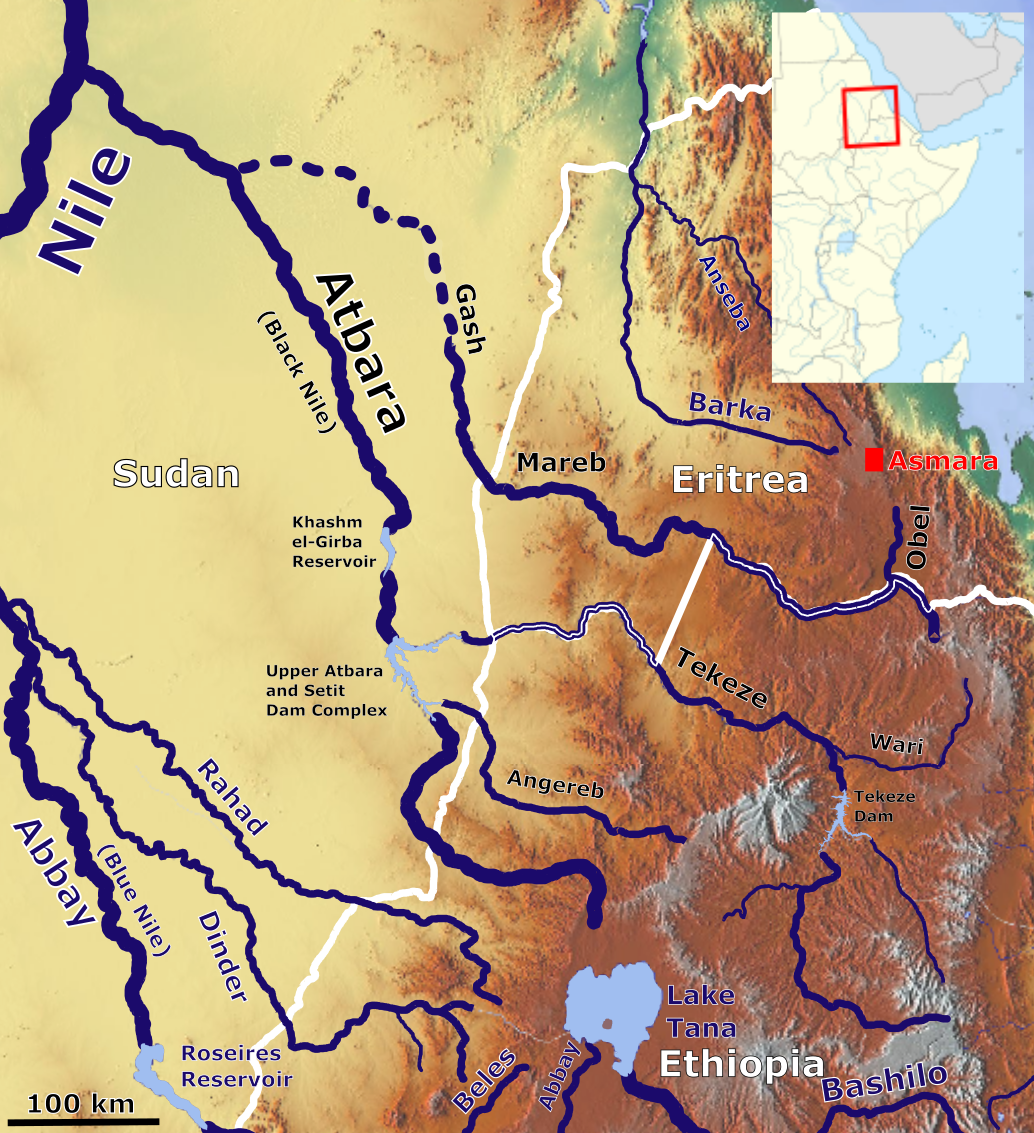
阿特巴拉河流域图，马雷布河在北部

馬雷布河（Mareb River）是非洲東北部國家厄立特里亞的河流，河道全長440公里，流域面15,000平方公里，發源自該國中部，最后汇入阿特巴拉河，成為厄立特里亞與埃塞俄比亞接壤的邊境。
1900年，埃塞俄比亚与意大利签订协议，马雷布河成为埃塞与意属厄立特里亞的界河。

16°48′N 35°51′E / 16.800°N 35.850°E